# CyCoFos
CyCoFos est une centrale électrique thermique française fonctionnant au gaz naturel située sur le site d'ArcelorMittal à Fos-sur-Mer dans le département des Bouches-du-Rhône en région Provence-Alpes-Côte d'Azur. Elle a une puissance électrique installé de 490 MW et appartient au groupe Engie.

## Présentation
La centrale possède une unité dite à cycle combiné au gaz naturel de 425 MW, la combustion du gaz naturel permet de faire fonctionner une turbine à combustion puis une turbine à vapeur. Une autre turbine à vapeur de 65 MW permet de brûler les gaz de haut fourneau de l'usine d'ArcelorMittal. L'équipement provient d'Alstom.
La centrale est proche des terminaux méthanier de Fos-Cavaou et de Fos-Tonkin comme Combigolfe, une autre centrale à cycle combiné au gaz naturel possédé par Engie. En plus de ces 2 centrales, Engie possède 2 autres centrales à cycle combiné au gaz naturel, DK6 sur le site d'ArcelorMittal de Dunkerque et la Spem à côté du terminal méthanier de Montoir-de-Bretagne.